# Tauteich

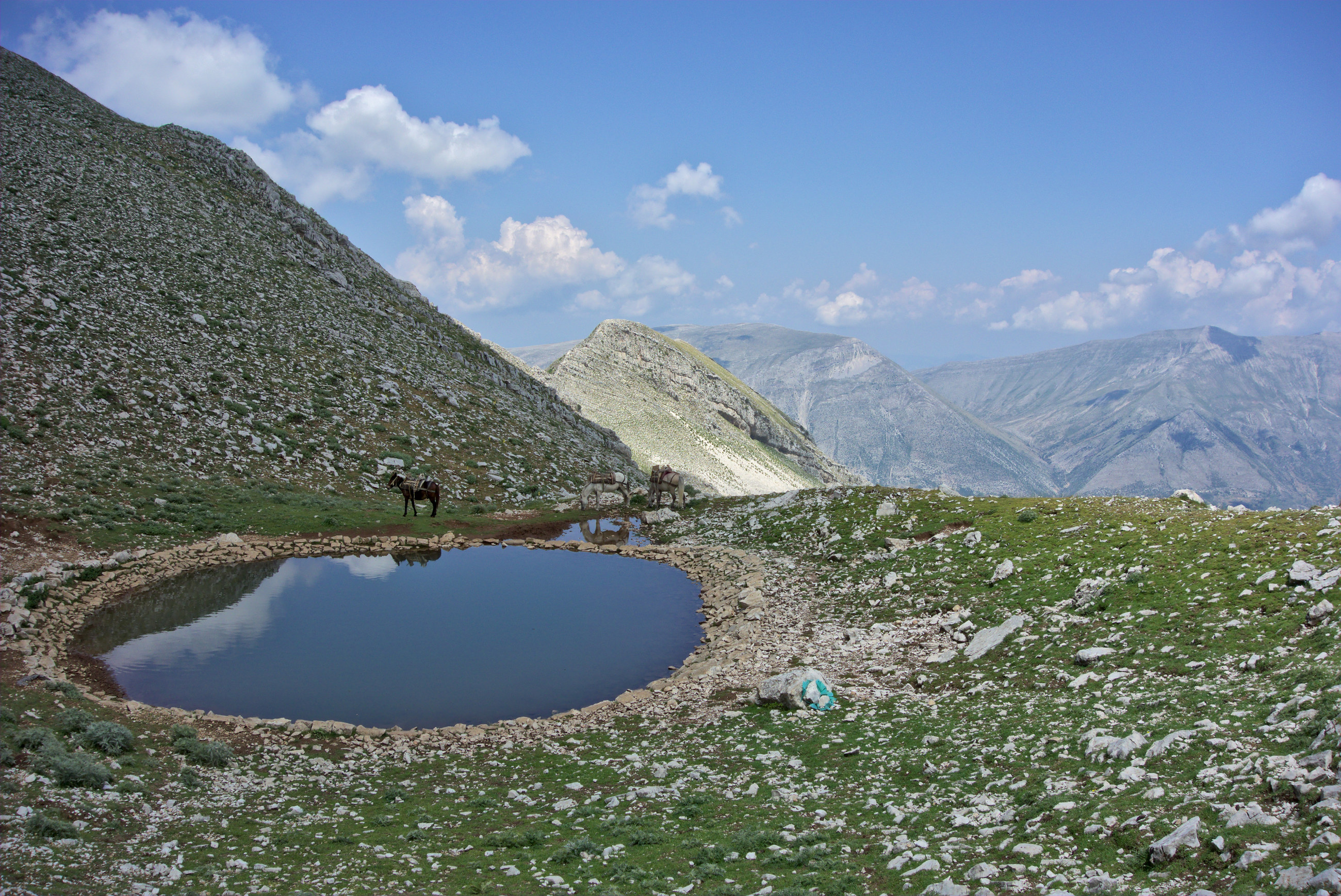
Ein Tauteich mit drei Maultieren im albanischen Lunxhërisë-Gebirge

Tauteiche, auch Himmelsteiche genannt, dienen der Süßwasserversorgung in Gebieten ohne nutzbare Quellen, oberflächennahem Grundwasser oder sonstigen Zuflüssen, wie z. B. in Küstenregionen und Karstgebieten.
Tauteiche gibt es unter anderem auf den Warften der Halligen (Fething) in Schleswig-Holstein und in Ostfriesland, sowie in England („dew pond“, „cloud pond“, „mist pond“) und z. B. auch in Albanien.
Generell beruht die Funktionsweise eines Tauteiches auf der Bildung und Sammlung von Tau, in Gebieten oder zu Zeiten mit ständig hoher Luftfeuchtigkeit (und sekundär zur Sammlung von anderen Niederschlägen). Die Oberfläche des Teiches und der umliegenden Pflanzen (überhängende Gräser) kühlen sich nachts unter den Taupunkt der Luft ab, wodurch diese Oberflächen als Kühlkörper wirken, an denen sich Luftfeuchtigkeit niederschlägt (Nebelkondensation). Ist die Luft Tag und Nacht stark wasserdampfgesättigt (in Meeresnähe, auf Bergen „in den Wolken“ (im Wolken- und Nebelwald), im feuchtnassen Regenwald, bei Steigungsregen in Monsungebieten), dann kann tagsüber nur wenig Wasser verdunsten und nachts viel Feuchte kondensieren. Trotz Nutzung des Teichs als Trinkwasserreservoir oder Viehtränke füllt sich der Wasserspiegel stetig und ohne ersichtlichem Zufluss immer wieder auf. Die Wirkungsweise lässt sich an heute noch vorhandenen Tauteichen aus historischer Zeit oder an Pflanzen mit „Zisternenwasser“ in Blattrosetten im feuchten Klima studieren.
An dem Tauteich Helmfleeth in der Gemeinde Poppenbüll (Halbinsel Eiderstedt in Schleswig-Holstein, Deutschland) wurden In-situ-Messungen der Evaporation und Kondensation durchgeführt. Hierbei kamen meteorologische Messgeräte und ein schwimmender Verdunstungskessel nach Brockamp & Werner (1970) zum Einsatz. Die Messungen erbrachten einen eindeutigen Nachweis der Taubildung auf Grund der Temperaturunterschiede und der Wetterlage. Der Tauteich Helmfleeth (Gemeinde Poppenbüll) ist Teil der Wasserversorgung von Marschengebieten und wird bis heute genutzt.

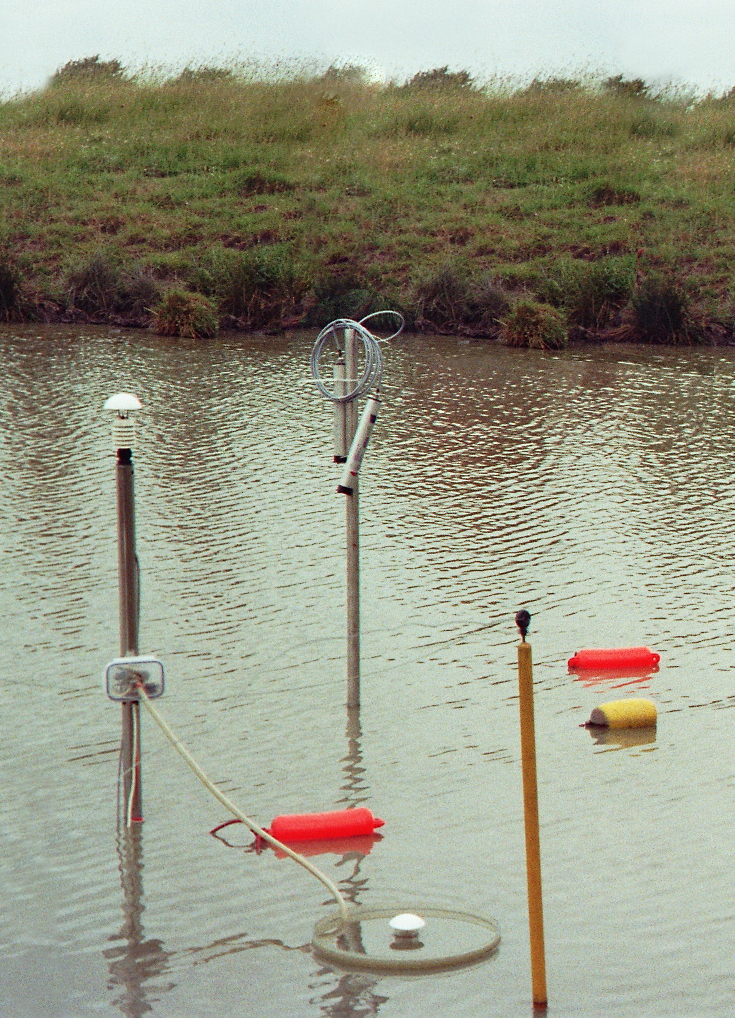
Meteorologische Messinstrumente zur Verdunstungsmessung im Tauteich Helmfleeth

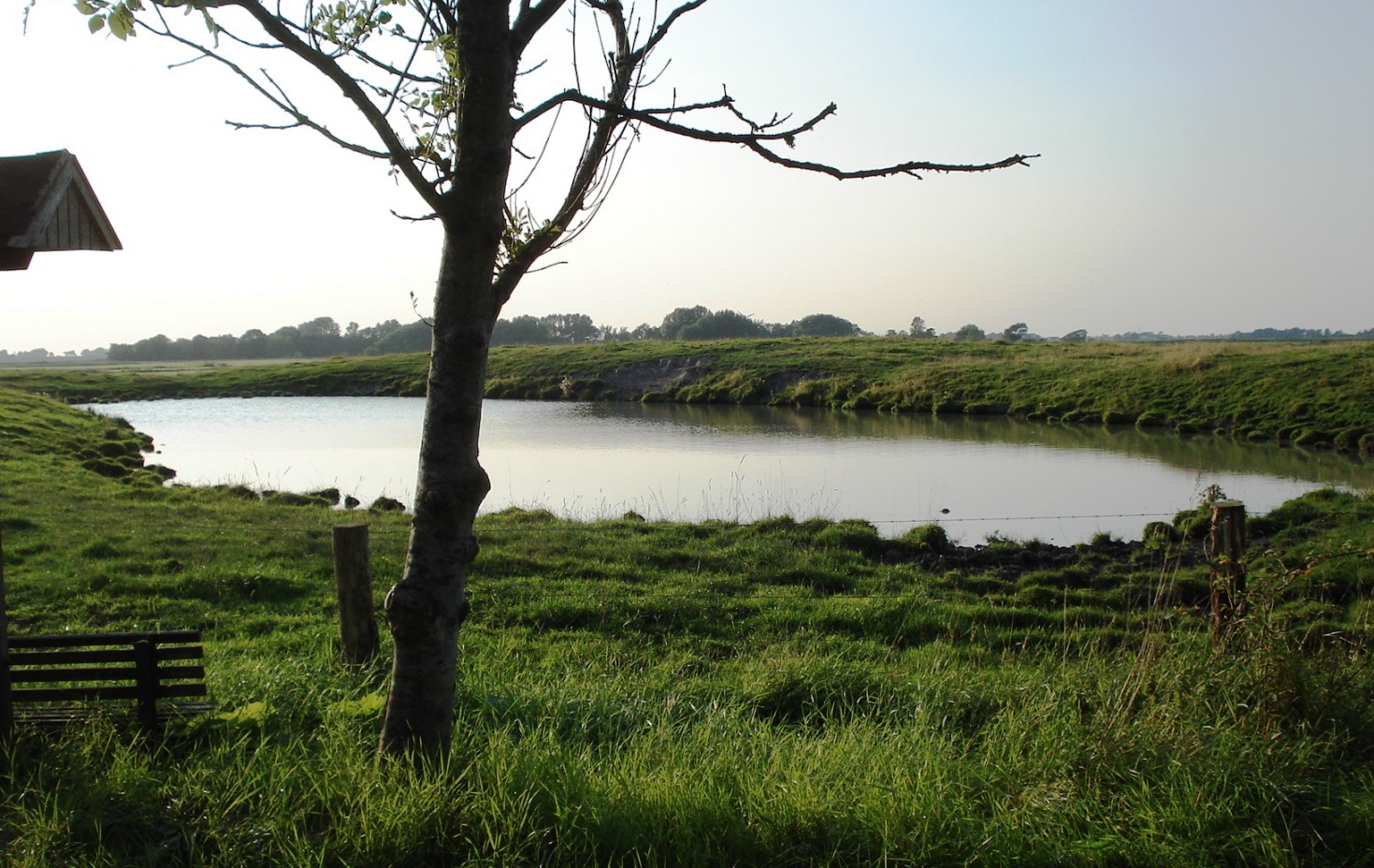
Der Tauteich Helmfleeth (bei Poppenbüll)

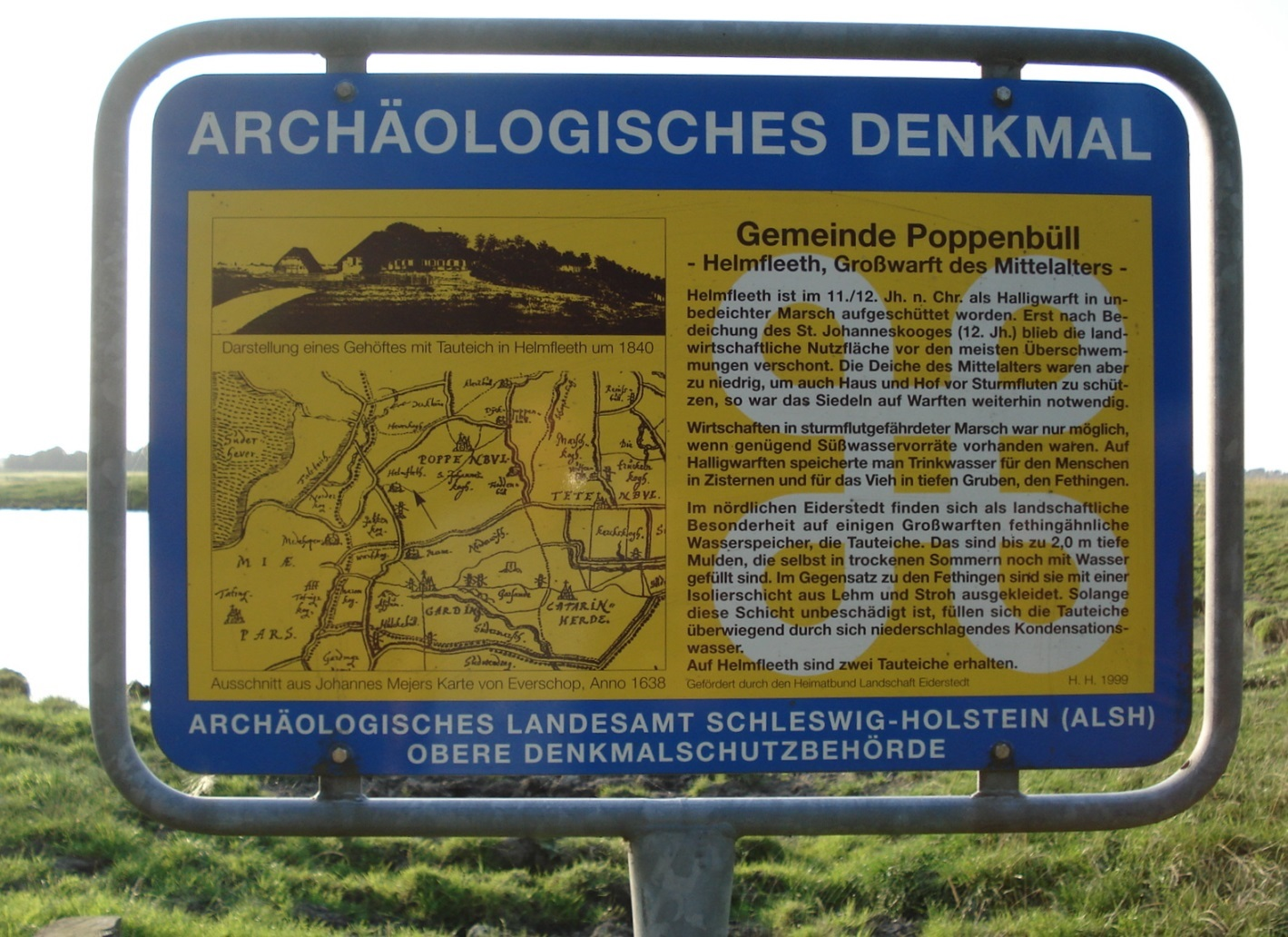
Informationstafel am Tauteich Helmfleeth (bei Poppenbüll)

## Historische Tauteiche
Die historischen Tauteiche weisen meist einen halbellipsenförmigen Längsquerschnitt mit flacher Sohle und steiler Böschung auf. Nach dem Ausheben der Mulde wurde diese mit einer ausreichend dicken, wasserundurchlässigen Tonschicht verkleidet. Darauf folgte eine Wärmedämmschicht aus Schilf, Stroh, Moos oder Torf und eine zweite Lage Ton zur oberen Abdichtung. Zur Stabilisierung des Tons wurde gelegentlich noch eine Schicht Steine aufgebracht.
Die Luftfeuchtigkeit steht (abgesehen von Luftkonvektion) in einem Gleichgewicht mit der Bodenfeuchte, d. h. ständig verdunstet Feuchte aus dem Boden und ständig kondensiert Feuchte aus der Luft in den Boden. Die Wärmedämmung aus pflanzlichem Material gegenüber dem Erdreich bewirkt, dass sich das Teichwasser in klaren Nächten durch Wärmeabstrahlung schneller abkühlt als das den Teich umgebende, Luftfeuchte liefernde, Erdreich. Infolge der nächtlichen Abkühlung kondensiert die in der Luft enthaltene (Boden-)Feuchtigkeit auf dem Wasserspiegel oder am Rand des Gewässers und fließt diesem zu. Uferbewuchs kann die Taubildung erhöhen (sog. Nebelfänger). Wurde die Wärmedämmschicht feucht, weil die obere oder die untere Tonschicht undicht wurden, so ging die Isolierwirkung zurück. Die Technik wurde bereits in der Jungsteinzeit angewandt.

## Nachbauten historischer Tauteiche
An Nachbauten von Tauteichen in Ostfriesland wurde 2014 die althergebrachte Technik mittels moderner Baumaterialien verifiziert. Hierzu wurden in zwei Erdkuhlen verschiedene Techniken ausprobiert. Zur Abdichtung dienten handelsübliche PVC-Folien, zur Isolierung wurde Glasschaumschotter verwandt. Der Bau wurde von freiwilligen Handwerkern, die klimatologischen Untersuchungen von Werner und Coldewey durchgeführt.

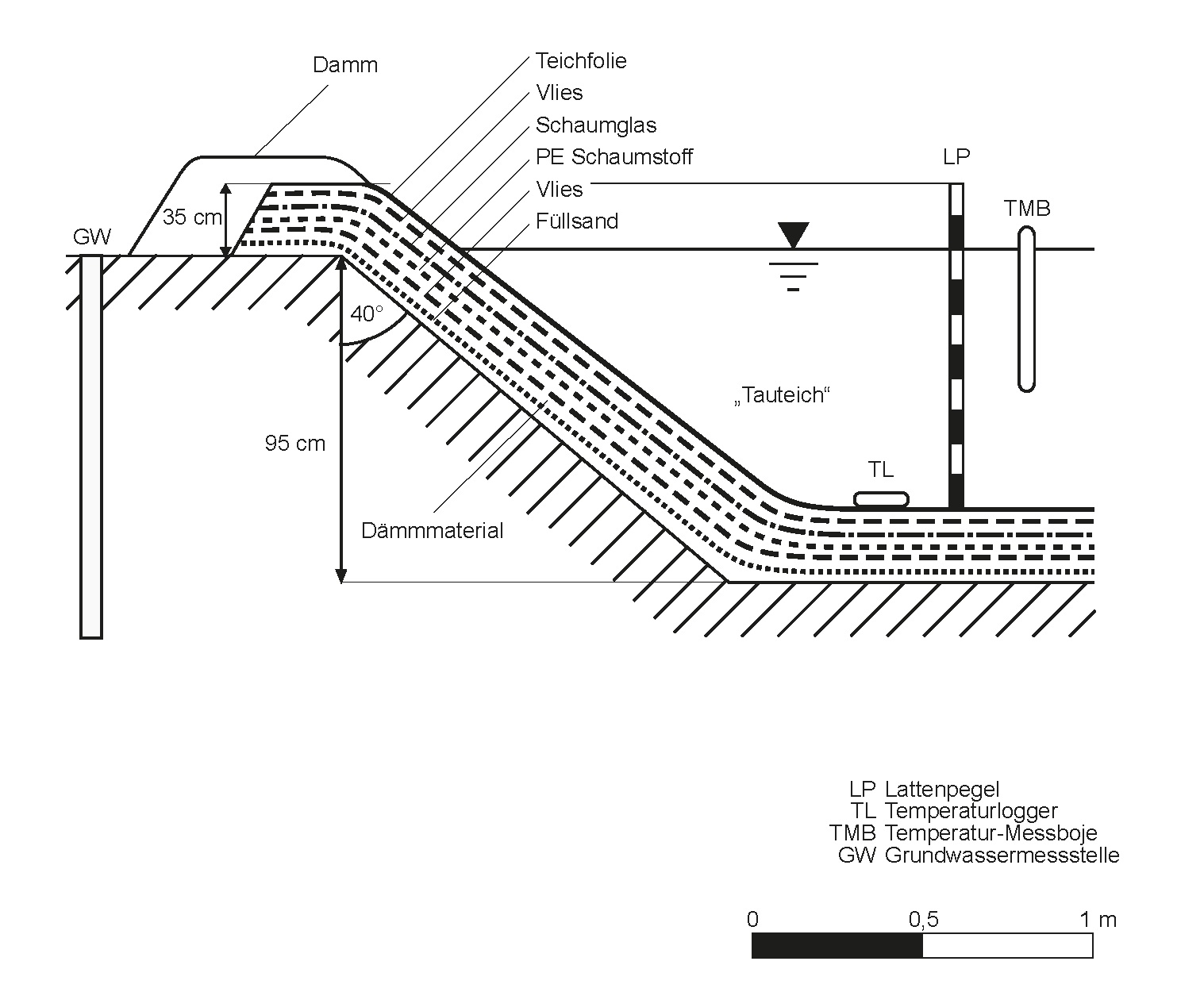
Schematischer Schnitt eines Tauteich-Nachbaus mit modernen Materialien

## Generelle Anforderungen an einen Tauteich
Eine Abdichtung der Dämmschicht nach oben und unten z. B. durch Ton bzw. Folie ist notwendig um die Dämmwirkung zu gewährleisten und einen Austritt des Wassers in den Untergrund zu verhindern. Eine Umrandung aus Gehölzen, die einen Windschutz bieten und zusätzlich eine geringe Beschattung verursachen, ist nützlich. Des Weiteren ist eine Tiefe von mindestens 1,5 m und eine Gesamtfläche von mehr als 500 m² empfehlenswert. Eine direkte Nutzung des Teiches durch große Weidetiere ist wegen der Sedimentaufwirbelung und der damit verbundenen Erhöhung der Temperatur durch Sonneneinwirkung zu vermeiden. Außerdem können die Hufe der Weidetiere eine Beschädigung der Abdichtung verursachen.